# Guiche (Pirenei Atlantici)
Guiche è un comune francese di 921 abitanti situato nel dipartimento dei Pirenei Atlantici nella regione della Nuova Aquitania.

## Società

### Evoluzione demografica
Abitanti censiti